# 바비리스

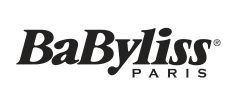
바비리스 로고

바비리스(프랑스어: Babyliss)은 미국의 콘에어 그룹의 브랜드로 프랑스 헤어 스타일링 브랜드이다. 바비리스는 1995년 한국에 런칭했으며, 대표적인 제품으로 스팀 스트레이트너, 벨리스 볼륨 매직, 미라컬 등이 있다.
1960년 파리의 유명 헤어 드레서 르리에브르 (Mr Lelievre)가 최초로 전문 헤어 드레서들을 위한 컬링 아이론을 발명하면서 탄생하여, 파리 상류 사회의 여성들에게 그 가치를 인정 받기 시작하여 유럽 전지역내 브랜드 인지도 1위 헤어 기기 브랜드로 성장하였다.